# Kenézlő
Kenézlő é um município da Hungria, situado no condado de Borsod-Abaúj-Zemplén. Tem 22,96 km² de área e sua população em 2015 foi estimada em 1.169 habitantes.